# Sex Type Thing
«Sex Type Thing» es el primer sencillo del primer disco de Stone Temple Pilots, Core. El vídeo de la canción tuvo una moderada rotación en el canal musical MTV gracias al auge del grunge en el momento de la edición de Core, hacia el año 1992. El significado de la canción, según Scott Weiland, vocalista del grupo, es antiviolación, y «no una simple canción más acerca de sexo». A causa del poderoso riff que puede oírse a lo largo de la canción, esta ha sido considerada como una de las más potentes de la discografía del grupo. Además, la canción se convirtió en el tema que solía cerrar los conciertos de Stone Temple Pilots. Desde el año 1999 hasta la separación de la banda en 2003, Scott Weiland solía desnudarse durante la interpretación de la canción en directo para cubrirse con la bandera de Estados Unidos. La canción puede oírse en el videojuego Gran Turismo 2 y también en el videojuego Guitar Hero: Aerosmith bajo los sellos de Rag Doll 2007-2008.

## Vídeo musical
Gracias a la popularidad del vídeo de la canción a causa de la explosión del grunge en aquella época, los Stone Temple Pilots consiguieron hacerse con una sólida base de fanes. Dicho vídeo muestra al cantante Scott Weiland, con el pelo teñido de rubio, siendo torturado, mientras el resto de miembros de la banda toca sus respectivos instrumentos en la parte de atrás. También muestra a algunas mujeres colgadas de la pared por medio de cadenas, siendo también torturadas.

## Lista de canciones
1. «Piece of Pie»
2. «Wicked Garden» (directo)
3. «Sin» (directo)

- Datos: Q2884463